# Allomarkgrafia brenesiana
Allomarkgrafia brenesiana är en oleanderväxtart som beskrevs av R. E. Woodson. Allomarkgrafia brenesiana ingår i släktet Allomarkgrafia och familjen oleanderväxter. Inga underarter finns listade i Catalogue of Life.